# Andrew John
Andrew John Huddleston (født 10. maj 1948 i Leeds England) bruger kunstnernavnet Andrew John , han er folkemusiker og -sanger og havde stor indflydelse på folkemusikmiljøet i Danmark fra 1969.
Siden 1976 har Andrew John spillet sammen med Lissa Ladefoged, i duoen Andrew John & Lissa. De har de turneret i større dele af verden.

## Ekstern henvisning
- Background info. (Webside ikke længere tilgængelig) – Lissa og Andrew Johns hjemmeside.